# Lípa v Krotějově
Lípa v Krotějově je památný strom v Krotějově jižně od Strážova. Lípa malolistá (Tilia cordata Mill.) roste na návsi v nadmořské výšce 510 m, její stáří je odhadováno na 400 let. Výška stromu je 17 m, výška koruny 14 m, šířka koruny 15 m, obvod kmene 645 cm (měřeno 2007). Kmen je dutý, dutina zazděná, korunu z větší části tvoří vzrostlé sekundárními větve, které pravděpodobně vznikly jako reakce na silný redukční řez. Lípa je chráněna od 13. června 2007 jako krajinná dominanta, významná věkem.